# Áron
 (octobre 2014).
Si vous disposez d'ouvrages ou d'articles de référence ou si vous connaissez des sites web de qualité traitant du thème abordé ici, merci de compléter l'article en donnant les références utiles à sa vérifiabilité et en les liant à la section « Notes et références ».
Áron est un prénom hongrois masculin.

## Étymologie
Ce prénom est issu de l’hébreu ancien אהרן.

## Équivalents
- Aaron

## Personnalités portant ce prénom
- Pour l'ensemble des articles sur les personnes portant ce prénom, consulter :
  - la liste des articles dont le titre commence par ce prénom
  - les listes produites par Wikidata : Liste des personnes de prénom « Áron » — même liste en incluant les éventuels prénoms composés qui contiennent « Áron ».